# Ларс Улрих
Ларс Улрих (на датски: Lars Ulrich) е основателят и барабанист на американската метъл група „Металика“ (Metallica).
Роден е в градчето Гентофте, Дания на 26 декември 1963 година. Баща му Торбен Улрик е тенисист, печелил много състезания, запален по изкуството. Снима се във филми и свири на няколко инструмента.
Средата, в която израства Ларс, е музикална и той от малък е запознат с творчеството на всички известни групи и музиканти. На 17-годишна възраст Улрих заминава със семейството си за Америка, което се установява в Лос Анджелис, Калифорния. Чрез публикуване на обява в местен вестник Ларс се среща с американския китарист Джеймс Хетфийлд и заедно с него сформира нова метъл група, наречена „Металика“. Тази група по-късно се нарежда сред най-популярните и влиятелни групи в съвременната музикална история с продадени повече от 100 милиона албума.

## Биография
Ларс Улрих се запалва по музиката още от малък. Малкият Улрих много често е с баща си по време на представления. Насочва се към рок музиката, след като на деветгодишна възраст присъства на концерт на британската група „Дийп Пърпъл“ в Копенхаген. Ларс не моли баща си да му купи барабани, няма нужда, понеже баба му купува същата марка, използвана от Пейс – „Лудвиг“ (Ludwig). Но неговата марка е ТАМА и 90% от песните на Металика са изсвирени от тази марка.
На 17 години Ларс Улрих напуска родната Дания в посока САЩ, като се установява в Лос Анджелис. Там пуска обява в местен вестник, наречен The Recycler, в която обяснява, че търси музиканти за сформиране на нова нестандартна рок група. Пръв на обявата му откликва американският китарист Джеймс Хетфийлд. Двамата се срещат и провеждат разговор, от който установяват, че идеите и вижданията им относно музикалната насока на бъдещата група съвпадат напълно. Така през 1981 година са привикани китаристът Дейв Мъстейн и басистът Рон Макговни и е положено началото на нова група, която по-късно ще се превърне в една от най-популярните и значими в жанра, вдъхновяваща стотици групи-последователи.
Улрих е награден с рицарски кръст на ордена „Данеброг“ от датската кралица Маргрете II на 26 май 2017 г. 